# Viburnum villosum
Viburnum villosum är en desmeknoppsväxtart som beskrevs av Olof Swartz. Viburnum villosum ingår i släktet olvonsläktet, och familjen desmeknoppsväxter. Inga underarter finns listade i Catalogue of Life.